# Champawat
Champawat là một thị xã và là một nagar panchayat của quận Champawat thuộc bang Uttaranchal, Ấn Độ. Đây là quê nhà của con hổ cái Champawat, kẻ giết người nhiều nhất trong các con hổ.

## Nhân khẩu
Theo điều tra dân số năm 2001 của Ấn Độ, Champawat có dân số 3958 người. Phái nam chiếm 57% tổng số dân và phái nữ chiếm 43%. Champawat có tỷ lệ 73% biết đọc biết viết, cao hơn tỷ lệ trung bình toàn quốc là 59,5%: tỷ lệ cho phái nam là 78%, và tỷ lệ cho phái nữ là 67%. Tại Champawat, 14% dân số nhỏ hơn 6 tuổi.